# San'yōonoda (Yamaguchi)
San'yōonoda (山陽小野田市 San'yōonoda-shi?) es una ciudad localizada en la prefectura de Yamaguchi, Japón. En junio de 2019 tenía una población estimada de 61.182 habitantes y una densidad de población de 460 personas por km². Su área total es de 133,09 km².

## Geografía

### Localidades circundantes
- Prefectura de Yamaguchi
  - Mine
  - Shimonoseki
  - Ube

## Demografía
Según los datos del censo japonés, esta es la población de San'yōonoda en los últimos años.
| Año del censo | Población |
| ------------- | --------- |
| 1995          | 68.745    |
| 2000          | 67.429    |
| 2005          | 66.261    |
| 2010          | 64.550    |
| 2015          | 62.671    |